# 鄭氏玉楨
端慈皇太后（越南语：／，？—？），名鄭氏玉楨（越南语：／），越南後黎朝皇后、皇太后。她是黎敬宗的皇后，為鄭松的次女。她也是鄭主家族中第一位成為後黎朝皇后的人物，標誌著鄭主控制後黎朝朝廷的開始。
黎敬宗被迫與她成婚後，她為黎敬宗誕下一子黎維祺。
1619年，黎敬宗與鄭椿合謀，計劃殺害鄭松，事情敗露後，鄭松囚禁鄭椿於內府，強迫黎敬宗自殺。有人建議鄭松擁立彊郡公黎柱（本國公黎栢之子，黎英宗之孫）為新的皇帝。鄭氏玉楨哭著乞求父親立自己的兒子為新君，得到鄭松的同意。黎維祺得以繼位，是為黎神宗。神宗繼位後，尊她為端慈皇太后。